# Catena Costiera (Oregon)
La Catena Costiera dell'Oregon (Oregon Coast Range in inglese) individua il gruppo montuoso che corre lungo la costa dell'Oceano Pacifico nello Stato dell'Oregon, negli Stati Uniti d'America. Questa catena che corre da nord a sud si estende per 320 km dal fiume Columnia a nord sul confine tra Oregon e Washington, a sud alla biforcazione intermedia del fiume Coquille. È larga da 47 a 98 km e ha un'altitudine media intorno a 460 m s.l.m. La catena costiera ha tre sezioni principali, una settentrionale, una centrale e una meridionale.
Le porzioni più antiche della catena hanno oltre 60 milioni di anni, con il vulcanismo e un bacino di avantarco come processi primari responsabili della formazione delle montagne nella catena. Essa fa parte di un raggruppamento più grande chiamato Catena Costiera Pacifica (Pacific Coast Ranges) che si estende lungo gran parte del bordo occidentale del Nord America dalla California all'Alaska. La catena crea un effetto di ombra pluviometrica nella Willamette Valley che giace a est delle montagne, creando un clima più stabile e significativamente meno pioggia della regione costiera dello Stato. Ad ovest dove la catena proietta la sua ombra sulla Costa dell'Oregon, la catena fa cadere più precipitazioni sul quel lato delle montagne, contribuendo ai numerosi fiumi che scorrono verso l'Oceano Pacifico.
Il Marys Peak nella Catena Costiera Centrale è la cima più elevata con 1.248 m). L'abbattimento di alberi è un'industria di primaria importanza sulla catena sia nelle foreste private che statali. Sia lo Stato che il governo federale gestiscono le foreste nella Catena Costiera dell'Oregon. Le montagne ospitano una varietà di fauna compresi tra gli altri l'orso nero, l'alce, il cervo, il castoro, molte specie di uccelli e di pipistrelli. Pesci, inclusi il salmone e la trota, e altre forme di vita acquatiche abitano i torrenti e i fiumi che scorrono attraverso la catena.